# Tiefenbach (powiat Biberach)

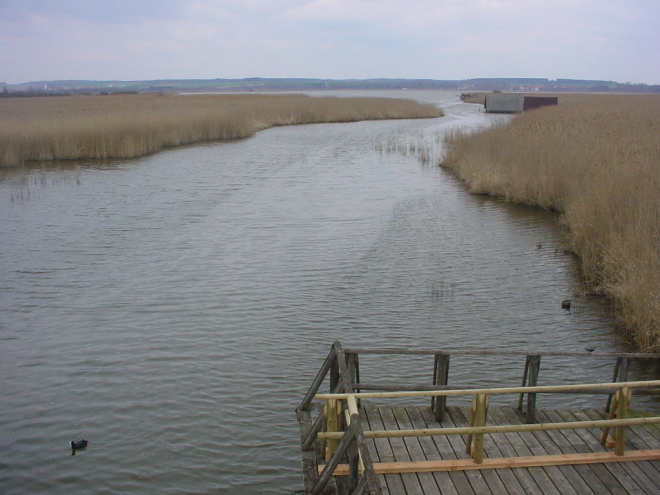
Jezioro Feder

Tiefenbach – miejscowość i gmina w Niemczech, w kraju związkowym Badenia-Wirtembergia, w rejencji Tybinga, w regionie Donau-Iller, w powiecie Biberach, wchodzi w skład związku gmin Bad Buchau. Leży w Górnej Szwabii, nad jeziorem  Feder, ok. 10 km na zachód od Biberach an der Riß.